# Pierre Flambeau Ngayap
Pierre Flambeau Ngayap, né le 13 février 1953 à Bangoua est un intellectuel, écrivain, pharmacien, homme politique et ancien président de l'ordre des pharmaciens du Cameroun.

## Biographie

### Carrière
Il est sénateur pour l'UNDP,. 

### Œuvre
Il est auteur de plusieurs ouvrages.